# Cleópatra (esposa de Pérdicas II da Macedónia)
Cleópatra, conforme o diálogo de Platão Górgias, foi a esposa do rei da Macedônia Pérdicas II.
Cleópatra é mencionada em uma fala de Polo, um dos cinco personagens do diálogo, que fala sobre as atrocidades de Arquelau I. Ele havia assassinado seu tio Alcetas II da Macedónia e seu primo Alexandre, filho de Alcetas. Ao se tornar rei, Arquelau, que era filho de Pérdicas com uma escrava de Alcetas, assassinou o filho legítimo de Pérdicas e Cleópatra, um menino de sete anos de idade, jogando-o em um poço e o afogando; dizendo, à mãe, que ele tinha caído por acidente.
No diálogo, Sócrates aceita a história de Arquelau para efeito de argumentação, mas, no final, ele coloca isso em dúvida, dizendo que aqueles que cometem atrocidades irão sofrer nas prisões do mundo inferior, e lá se encontrarão Arquelau se Polo disse a verdade sobre ele e os demais tiranos.
Segundo Aristóteles, na Política, Cleópatra teve um filho com Arquelau.